# Pinson de Madère
Fringilla maderensis
Espèce
Statut de conservation UICN

 NE : Non évalué
Le Pinson de Madère (Fringilla maderensis) est une espèce de passereaux de la famille des Fringillidae, endémique, comme son nom l'indique de l'île de Madère. Il est connu localement sous le nom de « Tentilhão ».
Autrefois classé comme une sous-espèce du Pinson des arbres, il est depuis considéré comme une espèce à part entière.

## Description

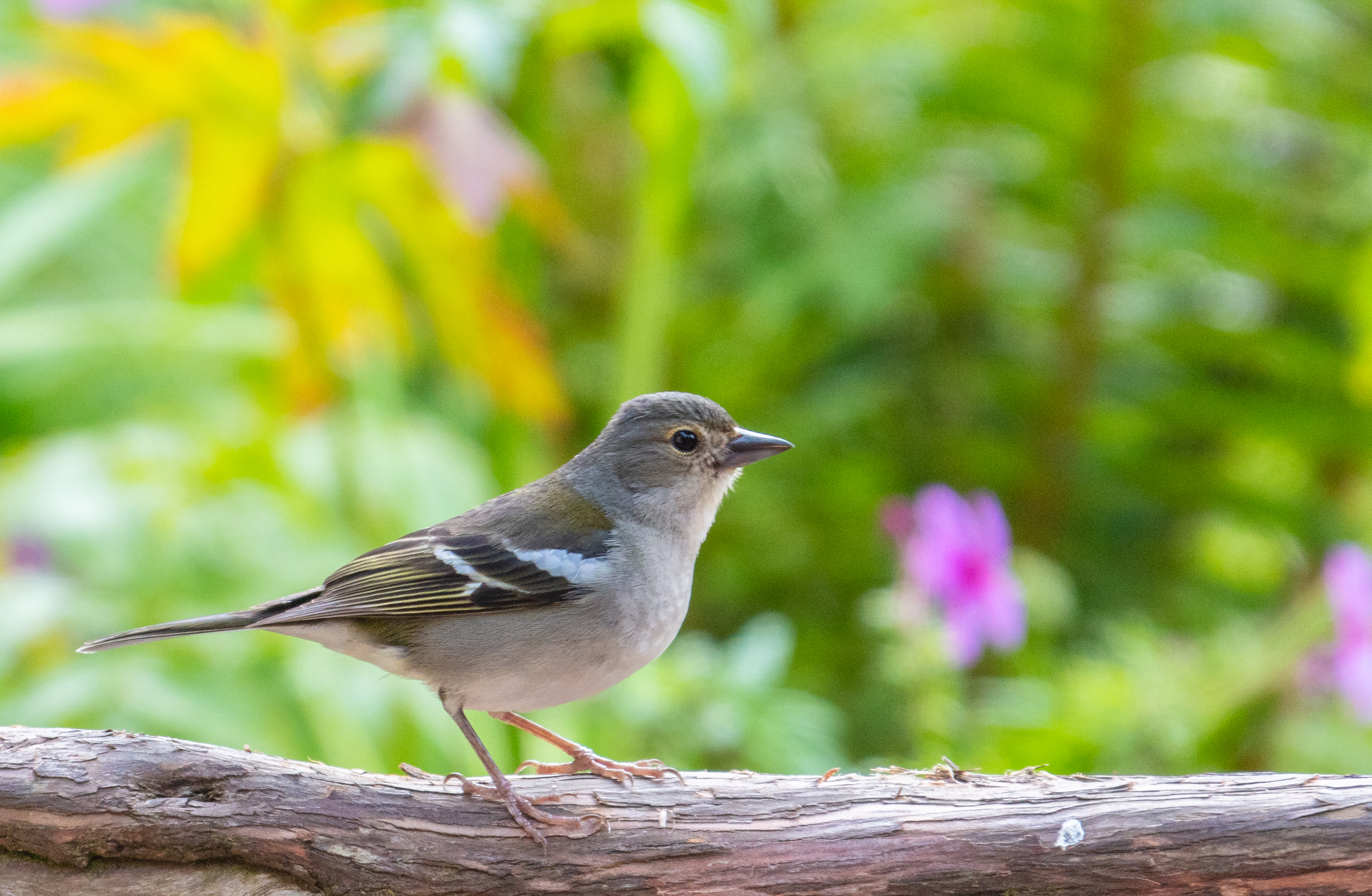
Femelle.

La longueur de l'oiseau est de 14,5 à 16 cm. Le mâle est plus coloré que la femelle, calotte crânienne bleu-gris, face et poitrine rouille/rosâtre, ailes noir et blanc (couleurs moins vives en hiver) et un dos brun verdâtre.
La femelle beaucoup plus terne, mais avec le même motif que le mâle et une poitrine crème et un dos brunâtre. Chez les deux sexes, les rectrices externes sont blanches et apparaissent clairement sur l’oiseau en vol comme lorsqu’il est levé.

## Comportement
Le pinson de Madère niche entre avril et juillet. La femelle construit un nid en forme de coupe tapissé de plumes dans lequel elle pond une couvée de quatre ou cinq œufs et qu’elle couve seule pendant 12 à 15 jours avant leur éclosion. Le mâle aide à nourrir les oisillons.
En hiver, forme des troupes. visite souvent les mangeoires.

## Répartition et habitat
Commun dans divers habitats boisés et forestiers, parcs, jardins, terres agricoles avec des haies et des arbres épars. Le pinson des arbres ne se trouve que sur l’île de Madère, étant absent des autres îles de l’archipel de Madère. Il est répandu dans les collines de l’île, occupant à la fois la forêt indigène (laurisylve et zone arbustive), les plantations d’arbres introduits, ainsi que dans les zones de landes, de terres agricoles et de broussailles.

Carte topographique de l'archipel de Madère
Image satellite de l'île de Madère
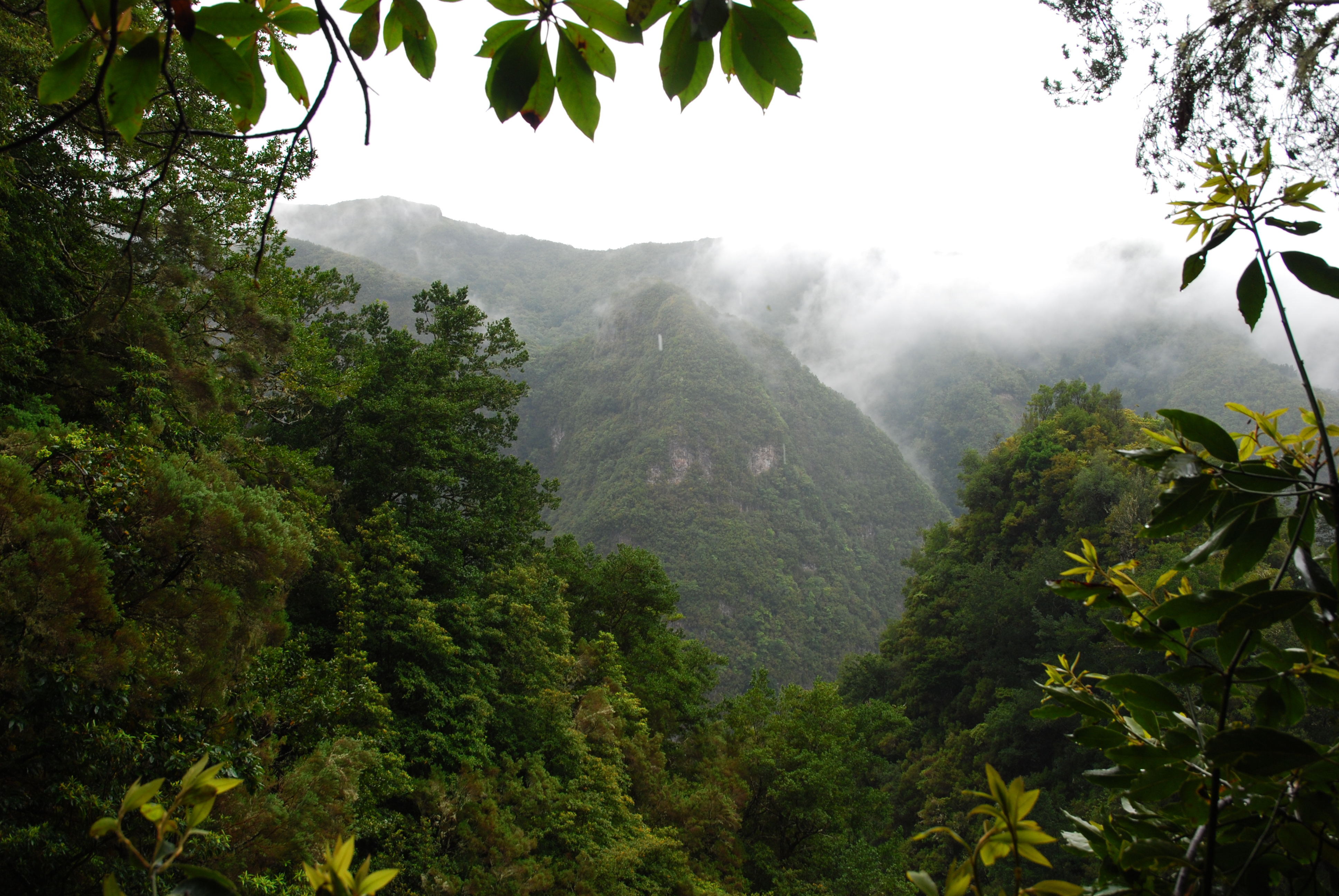
Laurisylve
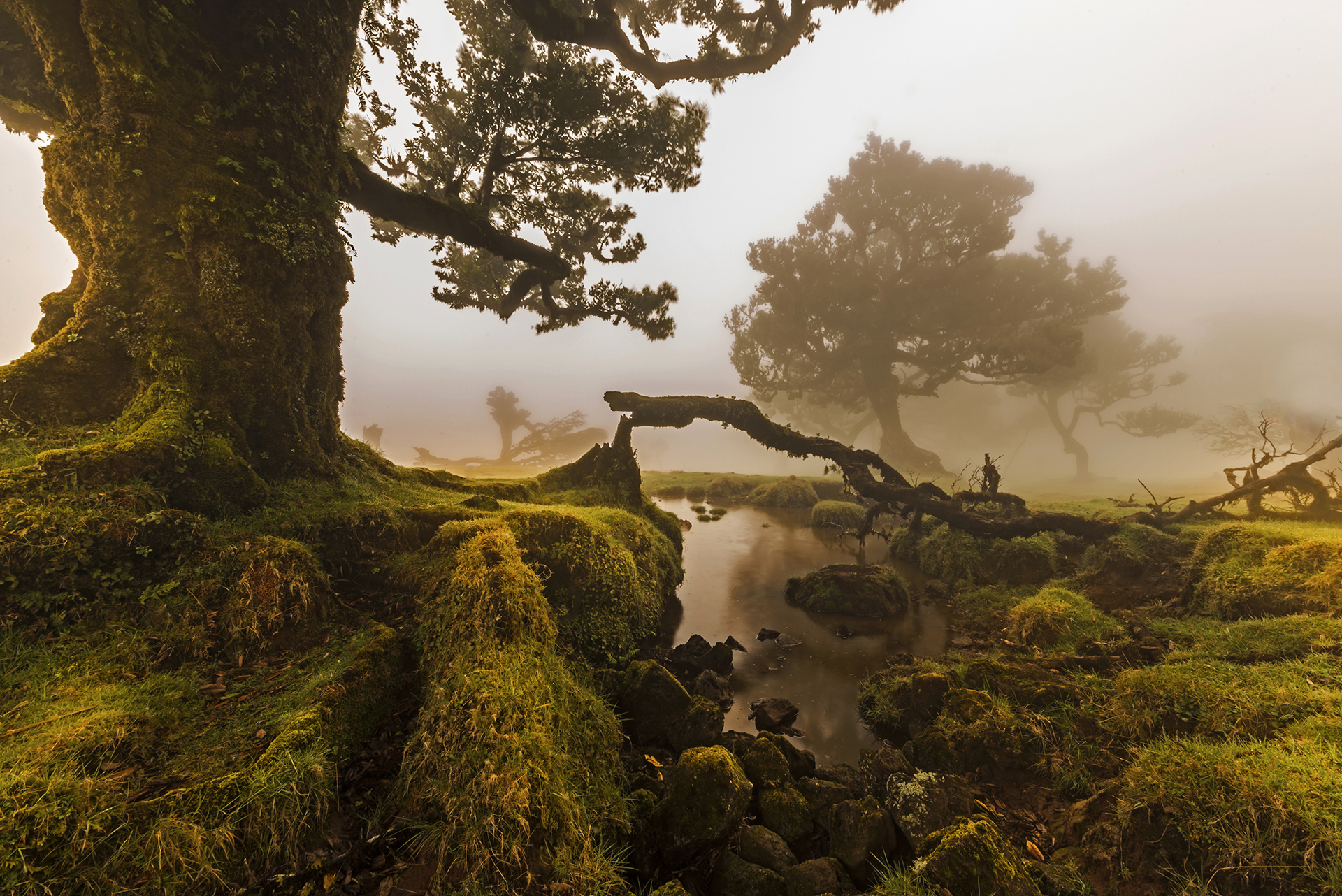
Laurisylve clairsemée à Fanal

## Classification
L’oiseau a été décrit de manière valide en 1888 par l’ornithologue britannique Richard Bowdler Sharpe (1847-1909),.

### Étymologie
Son épithète spécifique, composée de mader[e] et du suffixe latin -ensis, « qui vit dans, qui habite », lui a été donnée en référence à sa localité type.

### Publication originale
- (en) R. Bowdler Sharpe, Catalogue of the Birds in the British Museum : Fringilliformes: Part III, vol. 12, Londres, 1888, 871 p. (lire en ligne), p. 175-176.